# Chamaelycus
Chamaelycus es un género conocido de serpientes de la familia Lamprophiidae. Se distribuyen por el África subsahariana.

## Especies
Se reconocen las siguientes especies:
- Chamaelycus christyi Boulenger, 1919
- Chamaelycus fasciatus (Günther, 1858)
- Chamaelycus parkeri (Angel, 1934)
- Chamaelycus werneri (Mocquard, 1902)